# Q'umarkaj
Qꞌumarkaj, Kumarcaaj, Cumarcaj, Gumarkaaj o Gumarcaj (AFI: [qʼumarˈkah]) (del quiché: Q’umarkah ‘Lugar de la caña vieja’) es un sitio arqueológico en el suroeste del departamento de El Quiché, en Guatemala. Se conoce también como Utatlán (del náhuatl: Otlatlan ‘Lugar del bastón’), la traducción en náhuatl del nombre de la ciudad. Qꞌumarkaj era una de las ciudades mayas más poderosas cuando los españoles llegaron a la región en el siglo XVI. Era la capital del reino de los mayas quiché, en el posclásico tardío. Al inicio de la conquista española, Qꞌumarkaj era una capital relativamente nueva, tomando en cuenta que la capital del reino kꞌicheꞌ había sido inicialmente situada en Jakawitz (identificado como el sitio arqueológico Chitinamit) y luego en Pismachi'.
Qꞌumarkaj fue fundado inmediatamente al norte de Pismachi durante el reinado de Qꞌuqꞌumatz («serpiente emplumada» en idioma kꞌicheꞌ) al inicio del siglo XV. En términos arqueológicos y etnohistóricos, Qꞌumarkaj es la más conocida de las capitales del altiplano maya del Posclásico Tardío. La primera referencia al sitio en español se produce en las cartas de Hernán Cortés desde México.

## Etimología
El origen etimológico del nombre viene del idioma quiché qꞌumarkaj «lugar de caña vieja».
Qꞌumarkaj viene de Qꞌumqaraqꞌaj en el idioma kꞌicheꞌ. Aunque a menudo se lo traduce como «lugar de caña vieja» o «lugar de caña podrida», la traducción más exacta de Qꞌumaꞌrkaꞌaaj es «casas de caña podrida» (qꞌumaꞌr = «podrida»; kaꞌaaj = «casa o cabaña construida de caña»).
Los aliados tlaxcaltecas que acompañaron a los conquistadores españoles, lo tradujeron al náhuatl como Tekpan Otlatlan. La palabra Tekpan fue añadida para distinguir la ciudad como una capital o  sede de gobierno, equivalente a la palabra Tollan utilizada en Mesoamérica en tiempos anteriores.

## Ubicación
Las ruinas de la ciudad se encuentran a 2,5 km (1,6 mi) al oeste de la ciudad de Santa Cruz del Quiché. Qꞌumarkaj ocupa una meseta de 120 000 m² (1 291 669,8 ft²) rodeada de barrancos con una profundidad de más de 100 m (328,1 pies) que forman buenas defensas naturales. Los barrancos forman parte del sistema de drenaje hidrológico que alimenta el río Negro que desemboca en el río Chixoy, y finalmente en el río Usumacinta y el Golfo de México. Una calzada natural al sureste del sitio conecta la meseta con la llanura al este.
Qꞌumarkaj es el mayor sitio de una conglomeración de cinco sitios importantes en un área de solo 4 km² (1,5 mi²). Los sitios de Atalaya y Pakaman se encuentran al este, Pismachi se sitúa al sur, y Chisalin al norte de Qꞌumarkaj. Hay indicaciones de que los terrenos entre los sitios también eran densamente poblados.

## Gobernantes
El reino kꞌicheꞌ fue gobernado por un rey, un rey electo (el sucesor al trono) y dos capitanes, es decir, una junta de cuatro dirigentes, uno para cada uno de los cuatro linajes más importantes de la ciudad de Qꞌumarkaj. Esta forma de gobierno era también practicada por los mayas de Yucatán. El linaje gobernante era la dinastía de los Kaweq («lluvia»), que eligió el rey y el rey electo.
El rey era conocido como el Ajpop, «El del petate/la estera/alfombra».
El rey electo llevaba el título de Ajpop k'amha y su función era la de asistir al rey hasta la sucesión al poder. Las casas nobles de los Nijaib y los Saqik eligieron el qꞌalel (que se traduce como "el iluminado", que actuaba como juez supremo ) y la casa de los Ajaw Kꞌicheꞌ eligió el ajtzij winaq (portavoz).

### Qꞌuqꞌumatz
En general se considera que la ciudad de Qꞌumarkaj fue fundada en el año 1400 por el rey k'iche Q'uqꞌumatz. Sin embargo, hay cierto desacuerdo si Q'uqꞌumatz era una figura histórica o mitológica. En el idioma kꞌicheꞌ Q'uqꞌumatz quiere decir «serpiente emplumada», un título que se utilizaba también en otras partes de Mesoamérica. Es probable que Qꞌuqꞌumatz era en realidad el título de Kotuja', otro ajpop mencionado en las fuentes históricas, y que se trata de la misma persona.
En el Título de los Señores de Totonicapán, un documento kꞌicheꞌ que data de principios de la Era Colonial, se menciona el ajpop Qꞌuqꞌumatz Kotuja'.
En el mismo documento, su padre aparece como «Kotuja' Qꞌuqꞌumatz», y existe confusión en los documentos kꞌicheꞌ si se trata de una sola persona o de padre e hijo con nombres muy similares.
Qꞌuqꞌumatz Kotuja' se casó en un matrimonio real con Xlem, la hija del rey de los Tz'utujiiles de Malaj, el nombre prehispánico de una región ubicada aproximadamente en el actual Suchitepéquez, puesto que los actuales habitantes del triángulo ixil siguen llamando "ajmalaj" a los habitantes de Samayac, en la Bocacosta de Suchitepéquez. A Qꞌuqꞌumatz se le atribuyeron grandes poderes mágicos y se decía que era capaz de transformarse en una serpiente, águila, jaguar y en sangre.
Qꞌuqꞌumatz murió en una batalla contra K'ooja, un pueblo maya vecino, ubicado actualmente bajo Quetzaltenango.
Qꞌuqꞌumatz tuvo varios hijos, y uno de ellos (K'iq'ab) le sucedió como rey después de su muerte.

### K'iq'ab
K'iq'ab era el hijo Qꞌuqꞌumatz Kotuja', el ajpop anterior.
Se dice que tenía poderes mágicos, tanto como su padre.
K'iq'ab era un rey particularmente bélico y durante su reinado se alcanzó una expansión considerable del reino kꞌicheꞌ.
Sin embargo, sufrió una rebelión humillante que finalmente resultó en una ruptura definitiva con los kaqchikeles, uno de los aliados claves de los kꞌicheꞌ.
K'iq'ab murió alrededor de 1475.

### Tepepul
Tepepul fue el sucesor de K'iq'ab. Sufrió una desastrosa derrota al atacar la capital de los kaqchikeles en Iximché.

### Tekum
Tekum era un hijo de K'iq'ab y posiblemente era el gobernante kꞌicheꞌ que falleció durante una batalla contra los Tz'utujiiles, cerca del lago de Atitlán.

## Población
Se estima que la zona de Qꞌumarkaj tenía una población de aproximadamente 15.000 habitantes en el Posclásico Tardío.
En términos sociales, la población de Qꞌumarkaj era dividida en la nobleza y sus vasallos.
Los nobles eran conocidos como los ajaw, mientras que los vasallos eran conocidos como al k'ajol.
La nobleza era conformada de los descendientes por línea paterna de los caudillos fundadores, que parecen haber penetrado al altiplano como conquistadores desde la costa del Golfo de México alrededor del año 1200, y que perdieron su idioma original y adoptaron el de sus súbditos.
Los nobles portaban atributos reales y eran considerados sagrados.
Sus vasallos sirvieron como soldados y eran sujetos a las leyes establecidas por la nobleza, aunque pudieran recibir títulos militares como resultado de sus proezas en el campo de batalla.
Las divisiones sociales eran profundas y fueron observadas de forma muy estricta, parecido a las castas.
Los comerciantes formaban una clase privilegiada, a pesar de que tenían obligaciones tributarias frente a la nobleza.
Además de estas clases, había los trabajadores rurales y los artesanos.
La clase más baja era conformada de esclavos e incluía tanto los criminales condenados y prisioneros de guerra.
Había 24 linajes (o nimja) importantes en Qꞌumarkaj, todos estrechamente vinculado a las conglomeraciones de palacios donde la nobleza desempeñaba sus cargos.
Nimja, que significa «casa grande» en idioma kꞌicheꞌ, se refiere a los palacios ocupados por los linajes.
Sus funciones incluían negociaciones de matrimonios, banquetes y conferencias ceremoniales.
Estos linajes eran estrictamente patrilineal y eran agrupados en cuatro nimja más grandes y poderosos, que eligieron a los gobernantes de Qꞌumarkaj.
Hacia la época de la Conquista, los cuatro nimja gobernantes eran los kaweq, los nijaib, los saqik y los ajaw kꞌicheꞌ.
Los Kaweq y los Nijaib eran conformados de nueve linajes principales cada uno, los Ajaw Kꞌicheꞌ eran conformados de cuatro y los Saqik de dos linajes.
A la par de elegir el rey y el rey electo, la dinastía gobernante de los Kaweq también incluía un linaje que eligió los poderosos sacerdotes del templo de Qꞌuqꞌumatz, cuya función secular pudiera haber sido la de servir como administradores de la ciudad.

## Historia
Restos de cerámica encontrados en Qꞌumarkaj incluyen piezas que datan del período preclásico, pero la mayoría de los hallazgos arqueológicos datan del posclásico tardío, durante el apogeo del reino kꞌicheꞌ.

### Fundación y expansión
Qꞌumarkaj fue fundado por el rey Qꞌuqꞌumatz alrededor del 1400. El sitio fue elegido por sus características defensivas.
Gobernando desde Pismachi' y más tarde desde Qꞌumarkaj, Qꞌuqꞌumatz logró una ampliación importante del reino kꞌicheꞌ, apoyándose en una estrecha alianza con los kaqchikeles.
Qꞌuqꞌumatz envió a su hija en casamiento al señor de los K'ooja, una ciudad maya actualmente enterrada bajo la ciudad de Quetzaltenango, señor el cual era un gran aliado del señor de Sacapulas, rival de Qꞌuqꞌumatz .
Sin embargo, en vez de casarse como signo de sumisión a los kꞌicheꞌ, el rey k'ooja, Tekum Sik'om, mató a la novia ofrecida.
Este acto inició una guerra entre los k'ooja y la alianza kꞌicheꞌ-kaqchikel de Qꞌumarkaj en la que Qꞌuqꞌumatz falleció en combate.
Al enterarse de la muerte de su padre, su hijo y sucesor K'iq'ab juró vengarse y dos años más tarde dirigió, junto con Kotuja, su Ajpop K'amha (rey electo), una campaña militar de los kꞌicheꞌ y kaqchikeles contra los k'ooja.
Las fuerzas de K'iq'ab invadieron el territorio de la ciudad de K'ooja a primera luz, mataron a Tekum Sik'om y capturaron a su hijo.
K'iq'ab recuperó los huesos de su padre y regresó a Qꞌumarkaj con muchos prisioneros y todo el jade y metal que encontraron. En esta misma campaña las fuerzas de K'iq'ab también conquistaron varios asentamientos en la zona de Sacapulas, y sometieron al pueblo mam de Zaculeu, siendo estos aliados del señor de K'ooja.
Durante el reinado de K'iq'ab, que fue particularmente belicoso, el reino de los kꞌicheꞌ alcanzó una expansión considerable, y llegó a incluir a Rabinal y Quetzaltenango, extendiéndose incluso más allá del río Suchiate en el oeste, así como un par de pueblos del Soconusco al otro lado del río, siendo estos Ayutla, Tapachula, Mazatlán y Nahuatán.
Con el apoyo de los kaqchikeles, la frontera oriental del reino fue empujada hasta el Río Motagua, y en el sur hasta Escuintla.

### Conflicto interno
En 1470 una rebelión sacudió Qꞌumarkaj durante una gran celebración en la que se reunieron los representantes de todos los pueblos importantes del altiplano.
Dos hijos de K'iq'ab, junto con algunos de sus vasallos, se rebelaron contra el rey, matando a muchos señores de alto rango, miembros del linaje Kaweq, y guerreros kaqchikeles.
Los rebeldes intentaron también de matar a K'iq'ab, pero era defendido por hijos leales en Pakaman, en las afueras de la ciudad.
Como resultado de la rebelión, K'iq'ab se vio obligado de otorgar concesiones a los dirigentes de la rebelión y perdió mucho de su poder político.
Los nuevos señores kꞌicheꞌ se volvieron en contra de los aliados kaqchikeles, quienes tuvieron que abandonar el reino kꞌicheꞌ. Los kaqchikeles fundaron su propia capital en Iximche.
Después de la muerte del rey K'iq'ab en 1475, los kꞌicheꞌ estuvieron en guerra contra los kaqchikeles y tz'utujiiles, posiblemente en un intento de restaurar el antiguo poder hegemónico de Qꞌumarkaj.
Poco después de la muerte de K'iq'ab, las fuerzas de Qꞌumarkaj atacaron Iximché bajo la dirección de Tepepul. Sufrieron una derrota desastrosa, dejando los kꞌicheꞌ seriamente debilitados e incapaces de desafiar otra vez más de forma directa a los kaqchikeles de Iximché.
Tekum, el sucesor de Tepepul, lideró la campaña de los kꞌicheꞌ contra los Tz'utujiiles, pero falleció en combate al sur del lago de Atitlán.
El equilibrio político entre los linajes dominantes era frágil a finales de la historia de Qꞌumarkaj, y el linaje de los Nijaib parece haber desafiado la supremacía de la casa de los Kaweq.

### La caída de Qꞌumarkaj
En marzo de 1524, el conquistador español Pedro de Alvarado (con un ejército de 250 españoles y entre 5,000 a 6,000 tlaxcaltecas y quahquechollas) llegó a Qꞌumarkaj tras aceptar la invitación de los gobernantes del reino kꞌicheꞌ, después de que había derrotado a un ejército de los kꞌicheꞌ compuesto de 6.000 guerreros en el valle de Quetzaltenango en una batalla durante la cual fue muerto Tecún Umán, que era un capitán de Totonicapán y presumiblemente, Cotuhá, el Ajaw Q'alel de los Nihaib, de los uno de los 4 señores de la ciudad. Alvarado temía que los señores kꞌicheꞌ habían puesto una trampa, y prefirió acampar en la llanura fuera de la ciudad en lugar de aceptar alojamiento en su interior. Temiendo también que 16.000 guerreros kꞌicheꞌ estaban reunidos en las afueras de la ciudad y considerando que su caballería no sería capaz de maniobrar en las estrechas calles de Qꞌumarkaj, Alvarado decidió invitar a los más altos señores de la ciudad, Oxib-Kej (el Ajpop) y Belejeb-Tzí (el k'amha Ajpop) a visitarlo en su campamento. Tan pronto como llegaron, se apoderó de ellos y los mantuvo presos en su campamento. Dándose cuenta de que sus gobernantes habían sido tomado presos, los guerreros kꞌicheꞌ atacaron a los aliados mexicanos de los españoles y lograron matar a uno de los soldados españoles. En este momento, Alvarado dio la orden de quemar vivos a los señores kꞌicheꞌ apresados, y luego procedió a quemar toda la ciudad de Qꞌumarkaj.

### Historia reciente

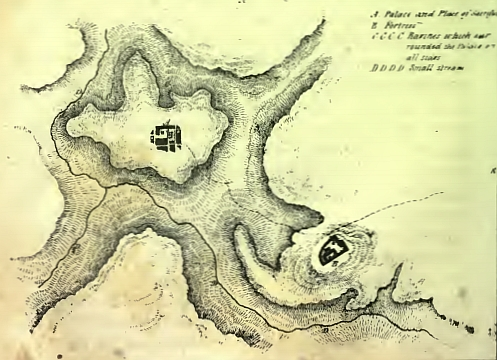
Mapa de Qꞌumarkaj (Catherwood, 1840).

El sitio fue ampliamente documentado en la época colonial. Francisco Ximénez, que reveló por primera vez la epopeya kꞌicheꞌ Popol Vuh, visitó Qꞌumarkaj a finales del siglo XVII.
En 1834, Miguel Rivera y Maestre escribió un informe sobre el sitio para el gobierno de Guatemala.
En 1840, John Lloyd Stephens y Frederick Catherwood hicieron una breve visita al sitio después de haber leído el informe de Rivera y Maestre, y Catherwood hizo mapas del lugar y un dibujo del templo de Tohil.
En 1865, el arquitecto francés César Daly hizo mapas ―que se perdieron― de los cinco sitios agrupados, incluyendo Qꞌumarkaj.
Un estudio más detallado del sitio fue realizado por Alfred P. Maudslay en 1887, y publicado entre 1889 y 1902.
En los años cincuenta y setenta del siglo XX, se realizaron varias excavaciones arqueológicas. Jorge F. Guillemín despejó las ruinas en 1956, trazó un mapa de las estructuras supervivientes, así como de la región central de los k'iche y los sitios satélite de Qꞌumarkaj.
La Universidad Estatal de Nueva York en Albany realizó excavaciones durante tres temporadas en la década de los setenta.
Kenneth Brown de la Universidad de Houston inició excavaciones importantes en Qꞌumarkaj en el año 1977.

## El sitio
Es posible visitar el sitio, aunque se realizaron muy pocos trabajos de restauración. En el núcleo del sitio se puede observar los restos de varios templos piramidales y palacios (en su mayoría reducidos a escombros), y un campo para el juego de pelota mesoamericano. En la totalidad de la zona de Qꞌumarkaj había cuatro campos para el juego de pelota, uno en cada una de las cuatro principales divisiones políticas de la ciudad, lo que demuestra el papel central del ritual del juego de pelota en la organización sociopolítica de la ciudad.
Las piedras talladas que formaban las fachadas de los edificios, fueron saqueadas en la época colonial y llevadas para la construcción de los nuevos edificios de Santa Cruz del Quiché.
La extracción de materiales de construcción continuó hasta finales del siglo XIX, causando tremendos daños a los restos de los antiguos edificios.
Las principales estructuras de Qꞌumarkaj se sentaron alrededor de una plaza que tenía un suelo de yeso.
Las columnas de los edificios kꞌicheꞌ de Qꞌumarkaj parecen indicar que hubo vínculos con la lejana ciudad de Mayapán en la Península de Yucatán.
Las partes paralelas también incluían imágenes de cráneo, efigías incensarios, figurinas en cuclillas y la aplicación generosa de estuco.
Un análisis aérea, combinado con un estudio de campo de las ruinas, ha revelado un ordenamiento en patrones muy estructurados, caracterizados por repetidas combinaciones de pirámides, estructuras elongadas y complejos residenciales con múltiples patios.
Estas combinaciones repetitivas parecen ser ligados a los diferentes linajes nimja.
Además parece existir una división global del sitio, que lo separa en dos mitades, una en el noroeste y otra en el suroeste.
La línea divisoria va desde el oeste a lo largo de una calle hacia la plaza central, cruzando el campo de pelota y la plaza, para luego separar las ramas norte y este del sitio, hasta llegar al borde del barranco al lado oriental.
Dentro de esta división global del sitio, se distinguen seis complejos nimja en la mitad norte y seis en la mitad sur, aunque es probable que la afiliación por linajes no fue observada de forma muy estricta en esa división global, considerando que se encontraron estructuras vinculados a los Kaweq en ambas mitades del sitio.
Los Kaweq y sus aliados dominaron la mayor parte del sitio, mientras que los Nijaib' ocuparon la parte oriental, posiblemente hasta el sitio satélite de Atalaya.

### Templo de Tohil

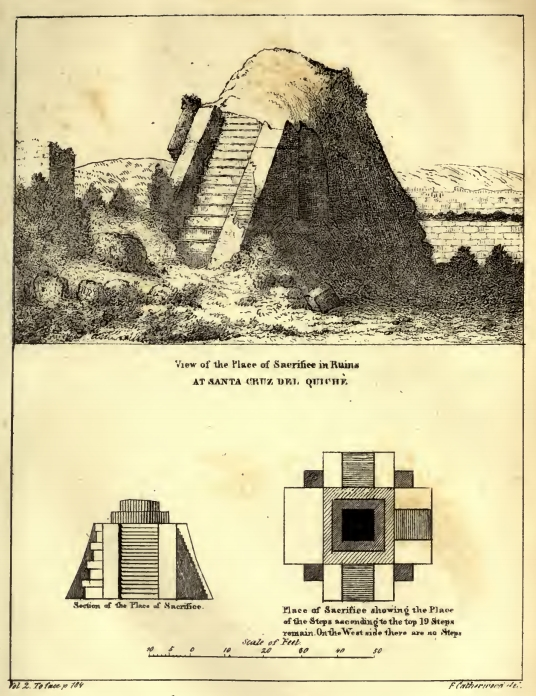
Escombros del templo de Tohil en Qꞌumarkaj en 1840.

La plaza central estaba dominada por el templo de Tohil, deidad patrona de Qꞌumarkaj, y una deidad jaguar asociada con el sol y la lluvia.
Este templo se encuentra en el lado occidental de la plaza principal.
Lo que quéda visible de sus ruinas son los escombros y el núcleo de lodo del templo, con una apertura donde los mayas contemporáneos aún hacen ofrendas ceremoniales.
A mediados del siglo XIX, el estado de conservación de este templo era mucho mejor y fue descrito por John Lloyd Stephens.
Originalmente, el edificio constaba de una pirámide con escaleras empinadas en tres lados, todos excepto el oeste, y el edificio del templo en su cumbre.
En su base la pirámide medía 33 pies (10 m) por cada lado y el exterior del edificio estaba cubierto de estuco pintado.
La copia que Catherwood hizo del dibujo de Rivera y Maestre mostró que el cuerpo de la pirámide era dividida en cuatro terrazas talud-tablero y contaba con 19 escalones en cada una de las tres escaleras, mientras que el dibujo original de Rivera y Maestra muestran 24 escalones y seis terrazas.
Francisco Ximénez, en su descripción que data de finales del siglo XVII, menciona que el templo era el edificio más alto de Qꞌumarkaj.
La identificación del templo como el de Tohil ya era conocida durante la vida de Ximénez, cuando 30 escalones eran visibles en cada escalera y los restos de los pilares que sostenían el techo del templo estaban todavía de pie.
El estilo arquitectónico del Templo de Tohil es similar al estilo de los templos más importantes de Mayapán y Chichén Itzá, situados mucho más al norte en la Península de Yucatán.
Es posible que los pilares, soportaban un techo de mampostería elaborado.

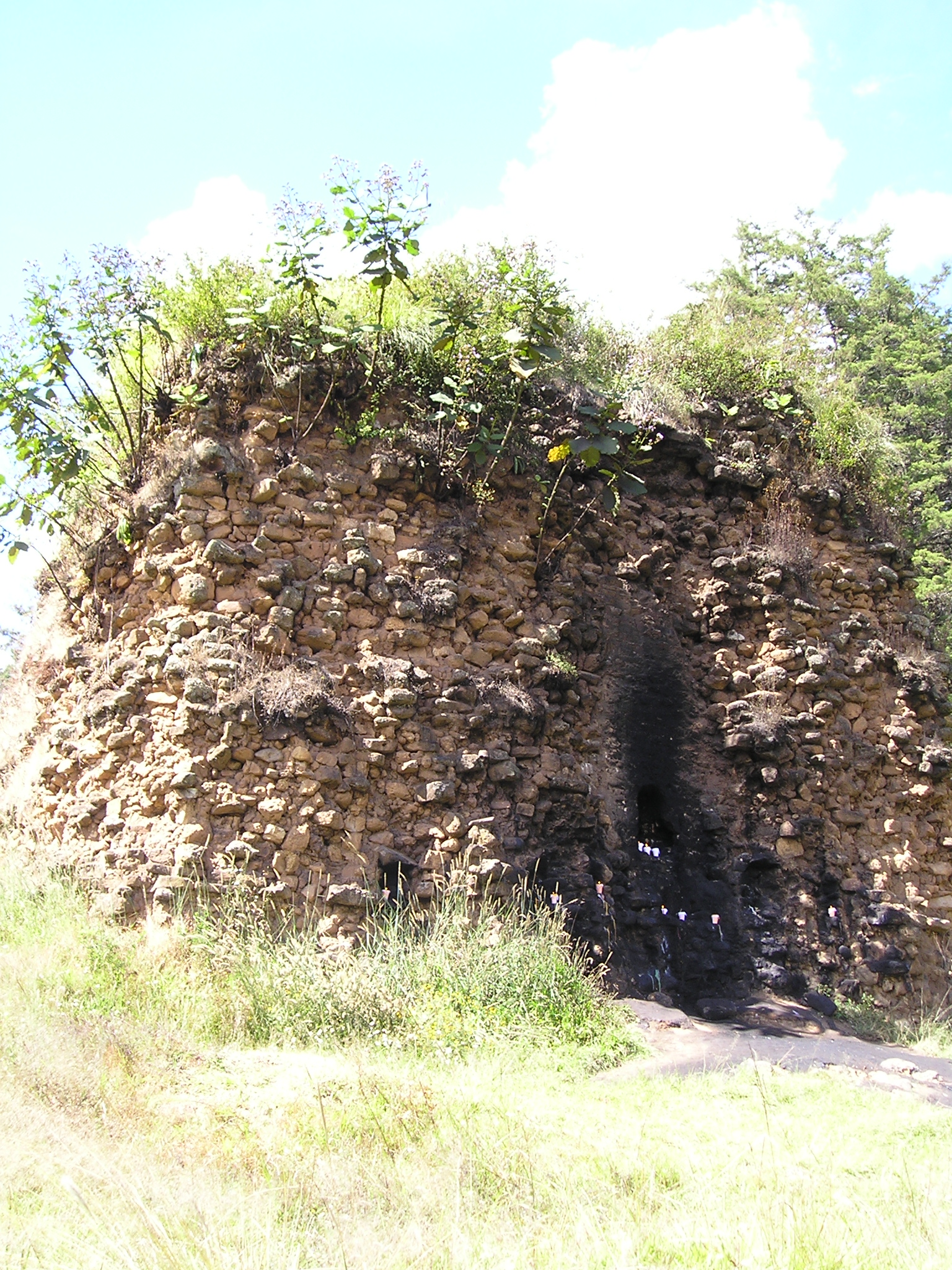
Escombros del templo de Tohil en Qꞌumarkaj en 2006.

El Templo de Tohil fue utilizado para sacrificios humanos. Los cuerpos de las víctimas sacraficiales fueron probablemente tirados por la escalera principal, antes de ser decapitado y las cabezas colocadas en un Tzompantli.
El tzumpan era probablemente ubicado directamente al suroriente del templo en un área que en la actualidad está cubierto por los escombros del templo.
Se ha encontrado, pintada sobre el estuco del templo, la imagen de un jaguar, un animal que era considerado un Nahual de la dinastía dominante de los Kaweq.

### Templo de Awilix

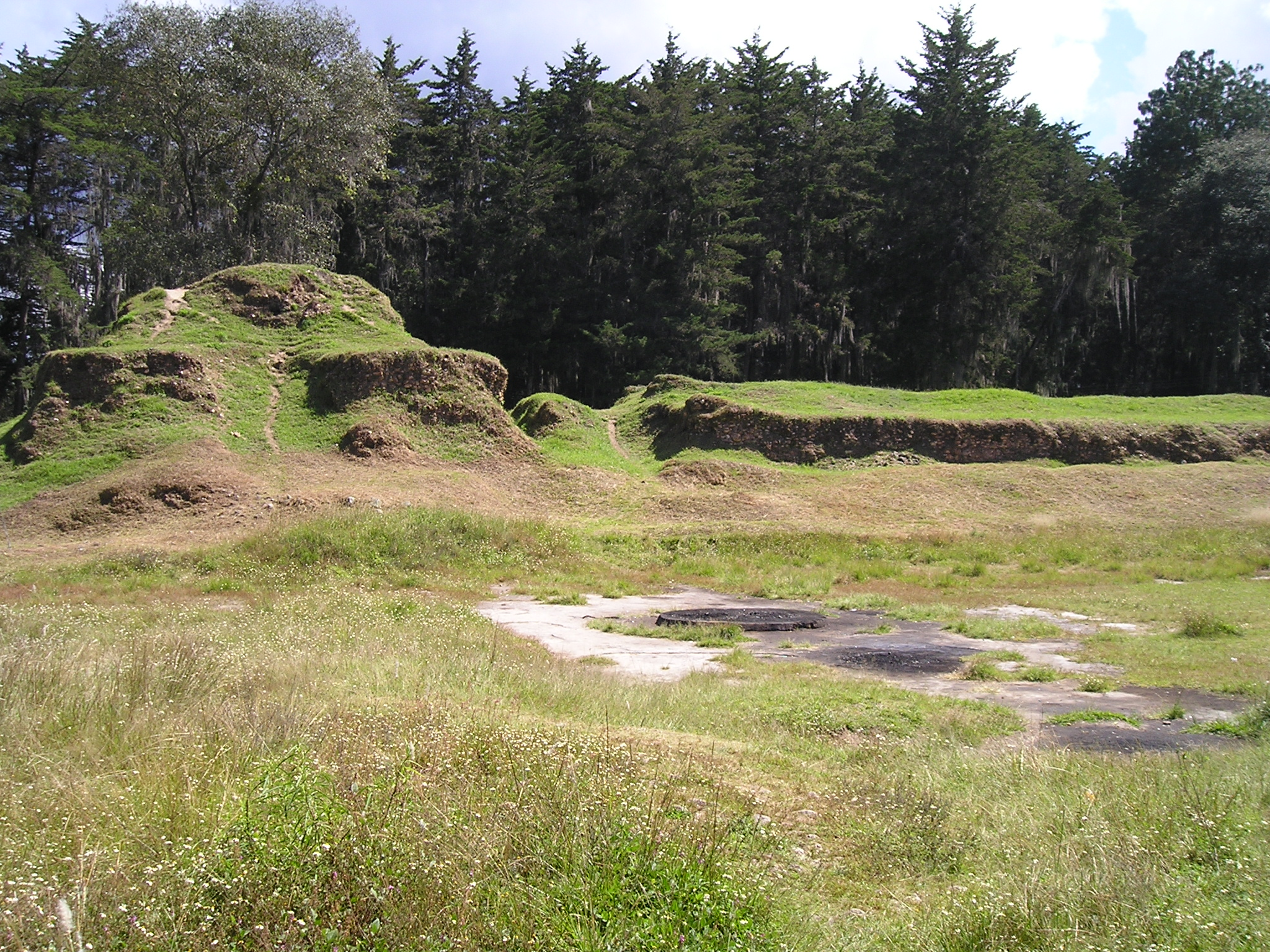
Ruina del templo de Awilix.

El Templo de Awilix está ubicado al lado oriental de la plaza.
Awilix era la diosa patrona del linaje Nijaib' y se identifica con Ixbalanqué, uno de los héroes gemelos en el Popol Vuh.
De acuerdo con un dibujo hecho por Rivera y Maestre, el templo de Awilix no era tan alto como el templo de Tohil, y parece haber sido el segundo edificio más importante en Qꞌumarkaj.
Originalmente, este templo fue formado por una plataforma rectangular soportando una plataforma más pequeña y el edificio del templo en el lado este.
Una ancha escalera subía el lado oeste del templo, que fue flanqueada en el nivel más bajo por dos grandes paneles de talud tablero.
La capa de piedras que formaban el exterior del edificio ha sido completamente removido.
El templo tiene una forma similar a la de uno de los montículos de templos en el lado oeste de la primera plaza en Iximché, la capital posclásica de los kaqchikeles.
Hubo cuatro fases principales en su construcción y hay pruebas de que el templo había sido reparado varias veces antes de la Conquista Española.
El suelo de la tercera etapa de la construcción había sido pintada de color verde oscuro.
Las investigaciones arqueológicas hallaron fragmentos de quemadores de incienso debajo de la primera fase de construcción.

### Templo de Jakawitz
Un gran montículo en el lado sur de la plaza era el Templo de Jakawitz, una deidad de las montañas y el patrón del linaje Ajaw Kꞌicheꞌ.
Al igual que las otras estructuras de Qꞌumarkaj, todo el revestimiento de piedra ha sido robado, dejando solo un núcleo de escombros y tierra.
Esta estructura fue parte de un complejo que consistía en un patio cerclado por el templo en el lado norte, un palacio en el lado sur y un edificio largo en el este.
No hubo excavaciones arqueológicas en el complejo de Jakawitz.
Los dibujos de Rivera y Maestre sugieren que el templo era un edificio estrecho, con cuatro o cinco terrazas.

### Templo de Qꞌuqꞌumatz
El templo de Qꞌuqꞌumatz fue un templo circular de la serpiente emplumada, y un palacio en honor del linaje Kawek, la dinastía gobernante de la ciudad.
En la actualidad, lo que queda visible del templo es una impresión circular en la superficie de la plaza principal.
Está ubicado entre los templos de Tohil y Awilix, ligeramente al norte del eje central del templo de Tohil y ligeramente al sur del eje del templo de Awilix.
De las huellas dejadas en la plaza, es evidente que el templo constaba de un muro circular de 6 m (19,7 pies) corriendo alrededor de una plataforma circular, con un pasaje circular de 1 m (3,3 pies) de ancho entre los dos.
La estructura sostenía probablemente un techo y había pequeñas plataformas de piedra al lado este y oeste del templo, cada una de 1 m (3,3 pies) de ancho.
Los sacerdotes del templo de Qꞌuqꞌumatz procedían de un linaje importante de la dinastía gobernante Kaweq, lo que pudiera haber sido una fuente de poder y prestigio para los Kaweq.
El templo de Qꞌuqꞌumatz debe haber sido completamente desmantelado poco después de la conquista española, ya que no es mencionado por ninguno de los visitantes en la época colonial, y los primeros dibujos del sitio únicamente muestran vegetación en el lugar donde se encontraba el templo.
La construcción de templos circulares dedicados a la deidad de la Serpiente Emplumada era una tradición antigua en la región cultural mesoamericana.

### Campo del juego de pelota

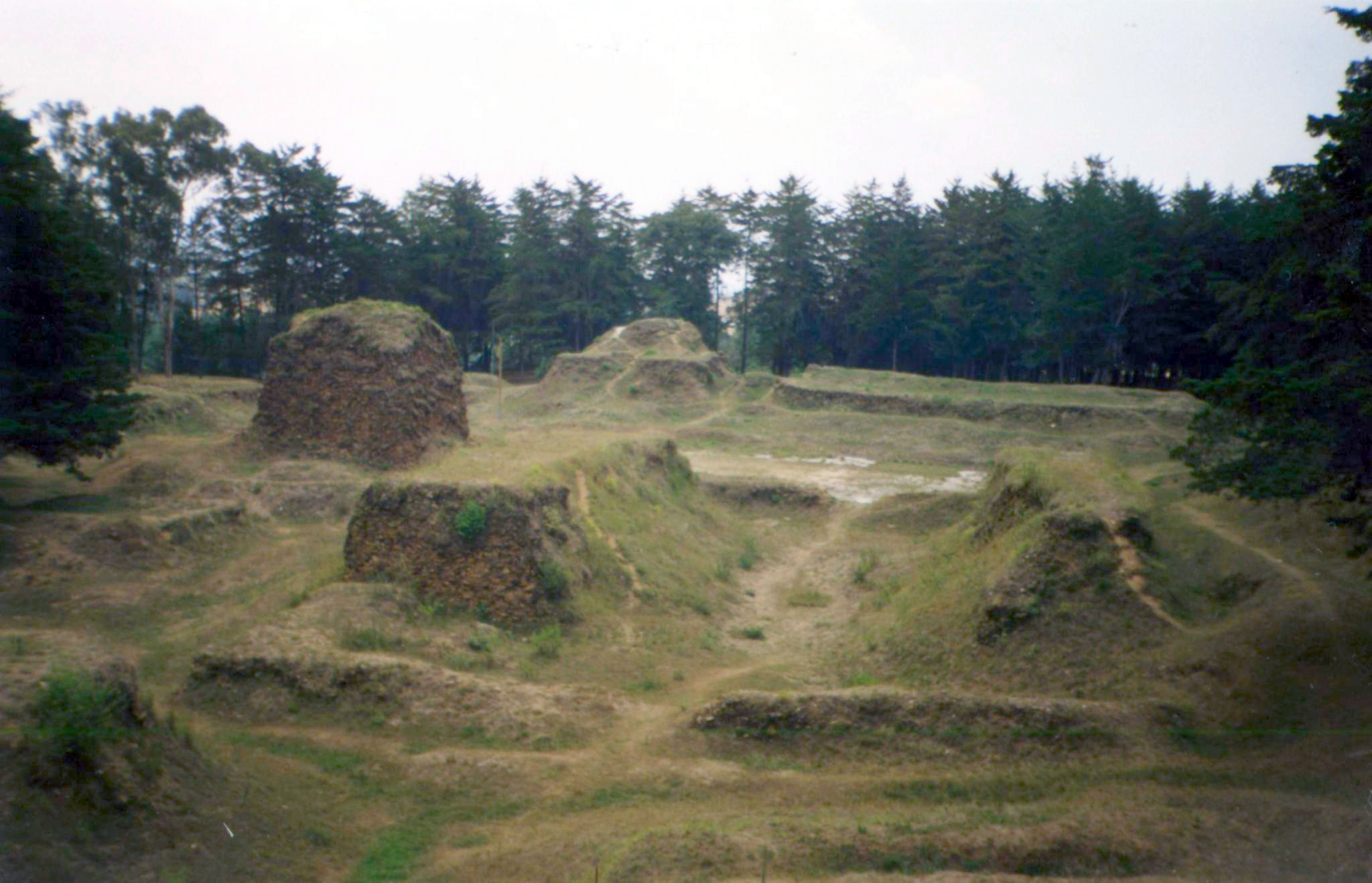
El campo del juego de pelota de Qꞌumarkaj.

El campo del juego de pelota se encuentra en el lado suroeste de la plaza principal, directamente al sur del templo de Tohil.
El campo aún conserva su forma distintiva, aunque sus estructuras han sido robadas de su cobertura.
El campo era uno de los cuatro en la zona de Qꞌumarkaj y fue administrado por la rama Winaq Vuh del linaje Kaweq.
Tiene una orientación este-oeste con una longitud de 40 m (131,2 pies).
Está ubicado exactamente entre los palacios de los Kaweq y los Ajaw Kꞌicheꞌ, que se encuentran respectivamente 15 m (49,2 pies) al norte y al sur del campo.
En consecuencia, la parte norte del campo parece haber estado asociada con el linaje Kaweq y la parte sur con el linaje Ajaw Kꞌicheꞌ.

### Palacios
Un pequeño palacio perteneciente al linaje Nijaib' se encuentra inmediatamente detrás del templo de Awilix.
Estas casas de linaje, nimja, se encuentran en toda la ciudad de Qꞌumarkaj.
Al igual que los otros edificios del sitio, el revestimiento exterior de piedras se ha perdido.
los nimja forman largas estructuras rectangulares ubicados al lado de las plazas sobre plataformas con una altura de 1 m (3,3 pies).
Encima de estas plataformas, los palacios generalmente se componían de dos niveles: una antesala inferior con techo y un segundo nivel incluyendo las habitaciones principales de la estructura.
Algunos de los palacios más grandes contaban con varias escaleras que daban acceso a la antecámara, y múltiples pilares y puertas dando acceso a las habitaciones del edificio principal.
Otra estructura de palacio nimja se encuentra al sureste de la plaza principal.
Excavaciones realizadas en 1972 revelaron una simple superestructura, formada de una habitación con un banco en la parte trasera y un altar en el centro.
Se hallaron seis urnas funerarias en los restos del palacio, una de las cuales fue encontrada cerca del altar, con valiosas ofrendas que incluía un collar de oro.
Hay rastros de chimeneas en cada extremo de la habitación principal.

### Otras estructuras
En la plaza central se encuentran los restos de trece pequeñas plataformas.
Tres de ellas, cada una midiendo 2,5 metros (8,2 pies) de ancho, se encuentran al norte del Templo de Qꞌuqꞌumatz.
Una serie de cinco estructuras similares también se encuentran al sur del mismo templo, alternándose sucesivamente las plataformas cuadradas y redondas.
Hubo una sexta pequeña plataforma cercana, que era de forma cuadrada.
Estas plataformas parecen haber servido como altares.
Al sur de la línea de plataformas se encuentran las huellas de dos plataformas cuadradas más grandes. Una de ellas medía 10 m (32,8 pies) en cada lado, mientras que la otra medía 8 m (26,2 pies) en cada lado.
Entre estas dos plataformas hay una impresión circular, que representa otra plataforma de un tipo diferente.
Las plataformas más grandes también pueden haber servido como altares auxiliares a los de los templos principales.
Una plataforma más grande en la parte noroccidental de la plaza central, midiendo 18 m (59,1 pies) en cada lado, se encuentra inmediatamente detrás del templo de Tohil y tiene una altura de 2 m (6,6 pies).
Aunque aquí también la cobertura de piedras ha desaparecido, es posible discernar los restos de seis capas de yeso en la superficie del suelo de la plataforma.
Esta plataforma ha sido identificada como el sokib'al, la plataforma de gladiadores descrita en fuentes antiguas.
Dicha plataforma parece haber estado estrechamente vinculada a los linajes militares de los Kaweq, como los Nima Rajpop Achij.
Dos grandes plataformas se encuentran en la sección sureste de la plaza principal, pero su uso sigue siendo desconocido.

### Grutas

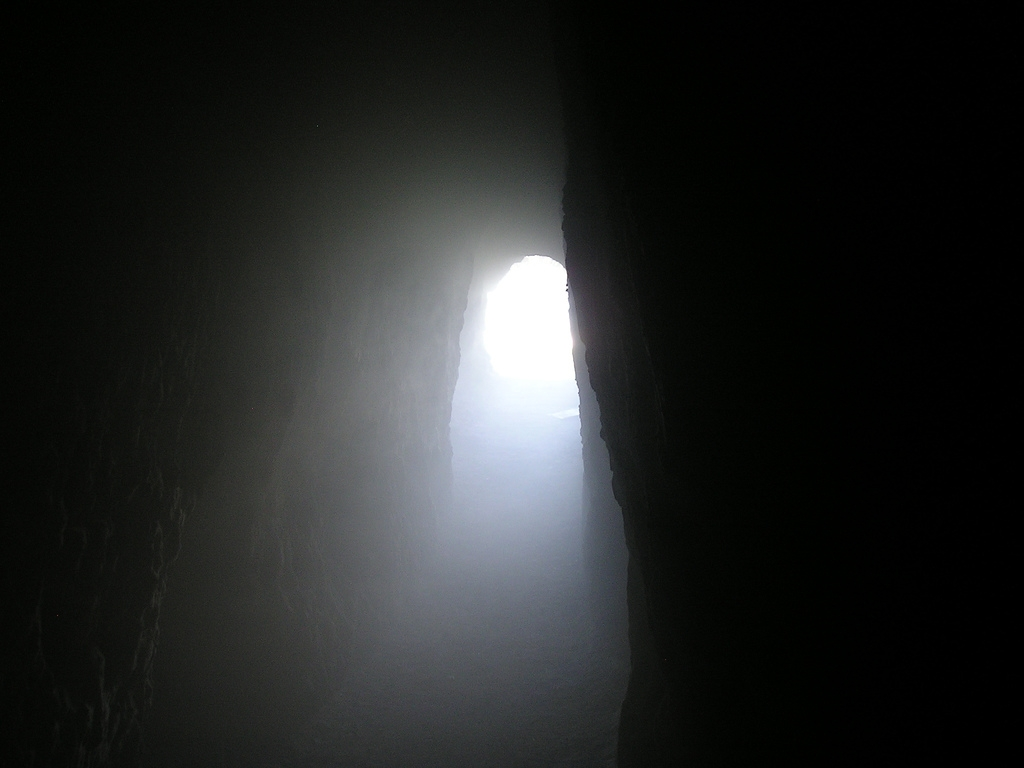
Túnel lleno de humo, debajo de las ruinas de Qꞌumarkaj.

Existe una serie de tres túneles de cuevas que entran en la piedra caliza en la parte norte del sitio.
La primera cueva es la más extensa con una longitud de aproximadamente 30 metros, y cuenta con distintos altares tallados en la roca. Un número de kꞌicheꞌ modernos, aunque oficialmente católicos, todavía queman velas e incienso en los templos en ruinas.
Las cuevas pueden haber representado Tulán Zuyuá, el «lugar de las siete cuevas» que se describe en la leyenda de origen kꞌicheꞌ en el Popol Vuh.

## Sitios satélite
Un número de otros sitios arqueológicos están incluidos dentro de la zona de Qꞌumarkaj grande (generalmente conocida como Utatlán Grande).

### Chisalin
Chisalin se conoce también por sus nombres alternativos de Pilokab' y Muqwitz Pilokab'.
Chisalin se encuentra a unos cientos de metros al norte de Qꞌumarkaj.
Las ruinas se encuentran en una estrecha franja de tierra con una superficie de 110 000 m² (1 184 030,7 ft²) rodeado de barrancos.
En el lado noreste la franja está conectada con una meseta que forma parte de la llanura al este de Qꞌumarkaj.
Chisalin tiene una pequeña plaza, fuertemente erosionado, y toda la franja está ocupada por las ruinas, con la excepción de una pequeña sección.

### Pismachi'
Pismachi' (a veces denominado Ismachi') ocupa una pequeña meseta ubicada 600 m (656,2 yd) al sur del sitio núcleo, y está rodeado de barrancos profundos.
La meseta está separada de la meseta de Qꞌumarkaj por el barranco en cuyo fundó corre el río Ismachi.
Pismachi' era la capital de los kꞌicheꞌ antes de su traslado al sitio de Qꞌumarkaj cercanos, y probablemente fue fundada a principios del siglo XIV.
La ubicación de Pismachi' nunca fue olvidada por los kꞌicheꞌ locales, aunque investigadores externos sí lo olvidaron de vez en cuando.
El sacerdote francés Charles Étienne Brasseur de Bourbourg localizó Pismachi' a mediados del siglo XIX, después se perdió su ubicación hasta que fue nuevamente localizada por Jorge Guillemin en 1956 en colaboración con el gobierno de Guatemala. La ubicación del sitio fue confirmada por Robert Carmack en 1969.
Aunque la meseta de Pismachi' tiene dos veces el tamaño de la meseta de Qꞌumarkaj, las ruinas sólo ocupan un área reducida en la parte sureste de la cumbre del cerro.
Las ruinas siguen siendo utilizadas para los rituales de los sacerdotes mayas modernos de los kꞌicheꞌ.

### Atalaya
Atalaya se encuentra a una distancia de 600 m (656,2 yd) al este del sitio núcleo.
El sitio fue construido sobre cuatro terrazas que dominan la calzada que da acceso a Qꞌumarkaj, al comienzo de la llanura oriental ocupada por la actual ciudad de Santa Cruz del Quiché.
El sitio es pequeño con un área de 3250 m² (34 982,7 ft²).
La población local afirma que hubo una calzada (o sacbé) que pasaba por el atalaya, que estaba vinculado al linaje Nijaib.
Entre Qꞌumarkaj y Atalaya había un lugar donde se castigaba los delincuentes.
Atalaya sigue siendo utilizado para ceremonias y rituales kꞌicheꞌ. Es también un foco del folclore local que relata que Tecún Umán está enterrado allí y que el lugar es frecuentado por espíritus Tzitzimit.
Hasta finales del siglo XX la mayor parte de las tierras que forman el sitio eran propiedad de la familia Rojas, descendientes de los reyes de Qꞌumarkaj.

### Pakaman
Pakaman está ubicada a 1000 m (1093,6 yd) al este de Atalaya y a 1,6 km (1 mi) al este de Qꞌumarkaj.
Se dice que el mismo sakbe que pasa al norte de Atalaya también pasa al sur de Pakaman.
El nombre original de Pakaman era probablemente Panpetaq («lugar de llegada») y fue el primer puesto de avanzada importante en el camino de acceso a Qꞌumarkaj.